# Mountain of Faith
Touhou Fūjinroku ~ Mountain of Faith (яп. 東方風神録 ～ Mountain of Faith., То̄хо̄ Фӯджінроку, досл. «Східні хроніки богині вітру 〜 Гора Віри») — гра 2007 року в жанрі bullet hell та скрол-шутер, розроблена Team Shanghai Alice. Це десята гра серії Touhou Project. Mountain of Faith була випущена на Comiket 72 17 серпня 2007, і в Steam у червні 2020-го.

## Ігролад

Маріса б'ється з мід-босом 4-го рівня Моміджі Інубашірі.

Mountain of Faith — вертикальний скрол-шутер. Персонаж гравця завжди дивиться вгору, має стріляти в ворогів та ухилятись від їхніх атак, наприкінці кожного рівня відбувається битва з босом.
На відміну від попередніх ігор Touhou, чарокартки гравця не мають окремого лічильника, а натомість, після активації, споживають одне очко сили гравця, яке має поріг в п'ять очок, але його можна поповнити, збираючи предмети сили з убитих ворогів.
У механіці підрахунку очок у Mountain of Faith було представлено систему Віри. «Лічильник віри», що відображається в лівому нижньому куті екрана, визначає кількість очок, які гравець отримує, збираючи очок та отримуючи бонуси за ворожі спел-картки. Лічильник зменшується з часом, але це зменшення можна зупинити, перемагаючи ворогів та збираючи предмети очок. Крім того, у Mountain of Faith було представлено предмет «Очки Віри» — зелений варіянт звичайного предмета очок, який поповнює віру гравця.
У Mountain of Faith гравці можуть встановлювати повідомлення протягом гри, які можна використовувати для наступних проходження. Цю функцію можна встановити на автоматичний режим, коли гра автоматично створює попередження в певних місцях, де гравець помер у попередніх проходженнях. Гравець також може редагувати файл підказок, щоб відображати персоналізовані нотатки в певних місцях і часі, що дозволяє створювати посібники з «інтерактивністю, подібною до Nico Nico Douga». У Mountain of Faith є дві героїні, Рейму Хакурей та Маріса Кірісаме, кожна з яких має три різні типи пострілів, але на відміну від попередніх ігор, вони використовують одну й ту саму чарокартку.

## Сюжет
Восени, храм Хакурей, єдине святилище в Ґенсокьо, стало відвідувати менше людей, що призвело до значного зниження віри. Саме в цей час Рейму, міко храму, відвідує незнайомка, яка стверджує, що представляє богиню гір, і наказує їй назавжди закрити храм. Рейму відмовляється, оскільки храм відіграє важливу роль у підтримці Великого бар'єру Хакурей, який відділяє Ґенсокьо від зовнішнього світу. Маріса Кірісаме, її подруга чарівниця, підозріло ставиться до цього, а також, їй нудно. Вони вирішують піднятися на гору Йокаїв, щоб протистояти божеству, яке стоїть за погрозами.
Борючись з малими богами та каппою, яка радить їм розвернутися, Рейму та Маріса піднімаються на гору Йокаїв і виявляють, що суспільство тенґу стурбоване наявністю нового храму на горі. Звернувши свою увагу на новий храм, храм Морія, вони знаходять Санае Кочію, незнайомку, яка наказувала Рейму закрити храм Хакурей. Санае — жриця, що служить богині Канако Ясака, яка планує зібрати віру всіх мешканців Ґенсокьо, щоб запобігти подальшому занепаду віри, що призвело б до втрати сили богами. Оскільки це зробило б її храм застарілим, Рейму б'ється з Канако, і Канако погодилась укласти мир з тенґу та каппами, які також погоджуються прийняти її як богиню гори Йокаїв.
На екстра рівні Рейму та Маріса чують чутки про те, що в храмі Морія живе інший бог, і тому знову вирушають до гори. Там вони зустрічають справжнього бога храму Морія, Сувако Морію, яка вимагає, щоб вони пограли з нею.
ZUN заявив в інтерв'ю, що сюжет Mountain of Faith так і не був розкритий сам по собі. Це було зроблено для того, щоб майбутні частини, такі як Subterranean Animism, могли ґрунтувати свої історії на відкритих питаннях з Mountain of Faith.

## Персонажі

Верхній ряд: Шідзуха, Міноріко, Хіна
Середній ряд: Ніторі, Моміджі, Ая
Нижній ряд: Санае, Канако, Сувако

Героїні:
- Рейму Хакурей (博麗 霊夢) — міко храму Хакурей, яка розслідує на горі після того, як їй наказали закрити храм. Її режими атаки: самонавідні амулети, голки ущільнення та розгорнуті амулети.
- Маріса Кірісаме (霧雨 魔理沙) — звичайна чарівниця. Дізнавшись про Реймину ситуацію, сама полетіла розслідувати на гору. Її атаки: розгорнута зірка, лазер ілюзій і холодне пекло.

Боси:
- Шідзуха Акі (秋 静葉) — мід-бос 1-го рівня, богиня осіннього листя. Разом зі своєю молодшою сестрою Міноріко вони є богинями осені.
- Міноріко Акі (秋 穣子) — бос першого рівня та богиня врожаю.
- Хіна Каґіяма (鍵山 雛) — бос 2-го рівня, лідерка ляльок хіна-мацурі. Тому сама Хіна оточена нещастям, що відображається в назвах деяких спел-карток.
- Ніторі Кавашіро (河城 にとり) — бос 3-го рівня, Ніторі — каппа інженер, рівень якої відображає водне єство капп. Вона вірить, що каппи та люди були давніми союзниками, але сама вона сором'язлива, ховаючись за допомогою оптичного камуфляжу при зустрічі з людьми.
- Моміджі Інубашірі (犬走 椛) — мід-бос 4-го рівня, біла вовчиця, тісно пов'язана з суспільством тенґу. У неї є лише одна безіменна спел-картка.
- Ая Шямеїмару (射命丸 文) — бос 4-го рівня, тенґу, яка найкраще знайома з людьми Ґенсокьо завдяки своїй роботі репортеркою. Її послали тенґу для переговорів з порушниками, Рейму та Марісою.
- Санае Кочія (東風谷 早苗) — бос 5-го рівня, людина напівбог, яку спочатку шанували як живого бога за межами Ґенсокьо. Вона є жрицею вітру храму Морія, а її атаки зображені на зразком чудес та вітрів.
- Канако Ясака (八坂 神奈子) — бос 6-го рівня та мід-бос екстра рівня, богиня храму Морія, заснована на японському божестві Такемінакаті та його дружині Ясакатоме, богах храму Сува в префектурі Наґано. Її атаки засновані на реальних церемоніях та ритуальних предметах храму Сува, таких як шіменава та омбашіра. Вона перенесла храм Морія із Зовнішнього світу в Ґенсокьо, щоб скористатися його духовною силою.
- Сувако Морія (洩矢 諏訪子) — бос екстра рівня, та прихована богиня храму Морія, яка керує божественними духами, відомими як Мішяґуджі. Заснована на Мореї, місцевому богині регіону Сува, її спел-картки характеризуються жабами та мітологією Сува.

## Розробка
Після виходу Imperishable Night, ZUN досяг своєї початкової мети — створити три гри серії Touhou для Windows. Хоча він мав намір повернути наступну гру до спрощеного Embodiment of Scarlet Devil, він відклав цю ідею, щоб працювати над спінофами. Від Embodiment of Scarlet Devil до Phantasmagoria of Flower View, ZUN створював щонайменше одну гру на рік, але не зміг цього зробити у 2006 році через свою роботу в Taito, що давало йому недостатньо часу та енергії для створення ігор. Крім того, ZUN не очікував, що Touhou матиме достатню популярність, щоб заслужити ще одне продовження, але був здивований, виявивши, що у 2006 році її популярність продовжувала зростати, що спонукало до розробки Mountain of Faith.
Історія Mountain of Faith базується на мітах Суви, знайомих ZUN'у з юності, які, за його словами, викликають у нього ностальгію. Оскільки мітологія Суви значною мірою зникла з суспільної свідомості, ZUN подумав, що було б цікаво запропонувати власний погляд на мітологію Суви. Підготувавшись, він вирушив у подорож, щоб дослідити богів регіону Сува.
Важливою частиною філософії дизайну Mountain of Faith було повернення до більш базового ігроладу. З цієї причини Mountain of Faith не успадкувала режим «Практики» від Imperishable Night, а також унікальні чарокартки персонажів з попередніх ігор. Використовуючи Shoot the Bullet як прототип, ZUN розширив спіноф в Mountain of Faith, таким чином почавши з нуля, замість того, щоб використовувати моделі своїх добре відомих ігор. ZUN заявив, що можливість вільно оновлювати ігрову систему та видаляти наявні функції є однією з переваг доджін розробки.
6 червня 2020 року Mountain of Faith вийшла у Steam разом із Subterranean Animism та Undefined Fantastic Object.

## Критика

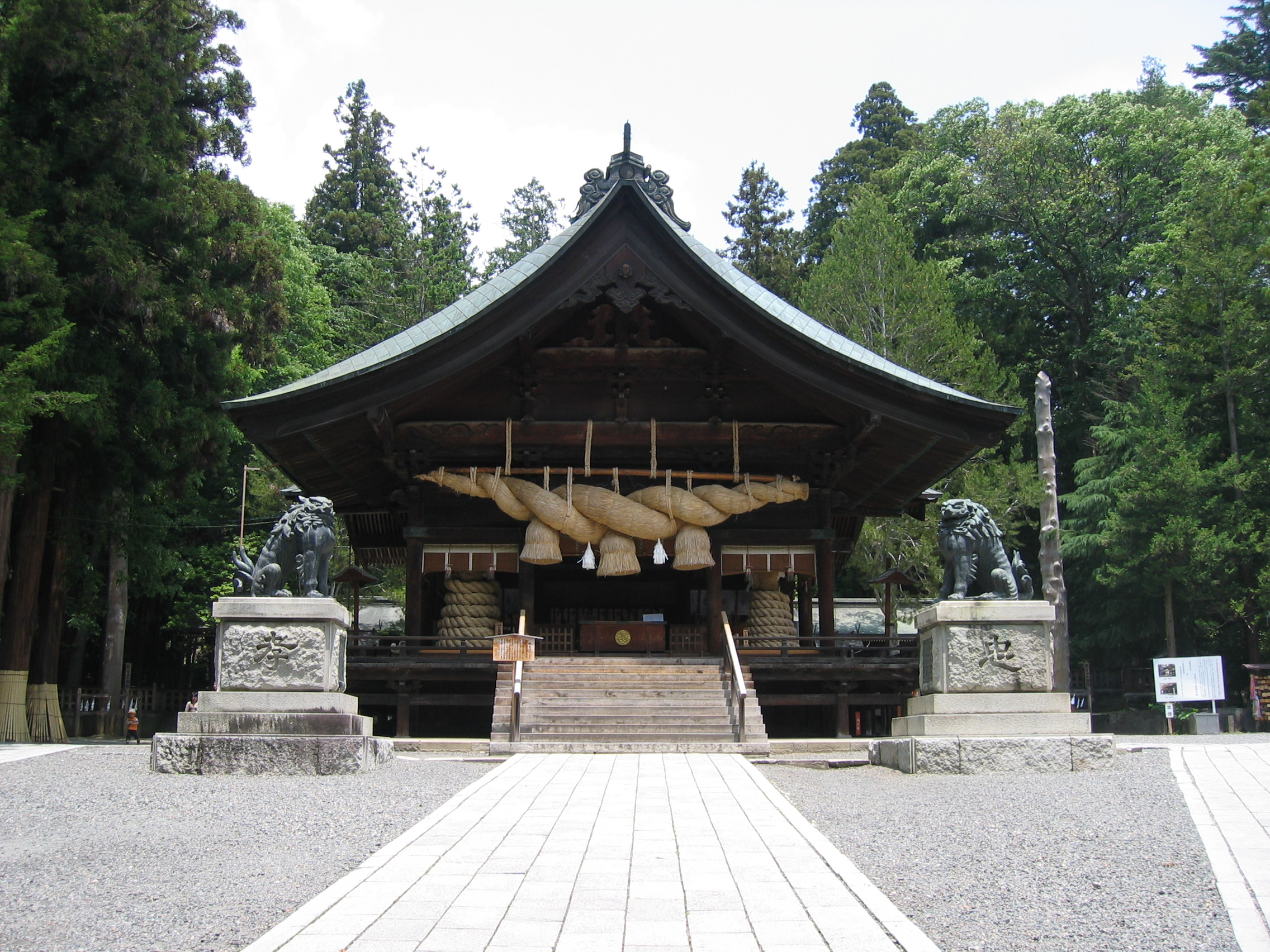
Зображення Акімії Каґурадена в храмі Сува використовується як тло під час спел-карток Канако Ясаки

Як і інші ігри Touhou, Mountain of Faith отримала високі оцінки за складність. Однак Юкікуні Сасаяма з 4Gamer.net зазначив, що хоча візерунки стали складнішими, ніж у попередніх іграх, їх тривалість стала коротшою, що полегшує гравцям переживання. Сасаяма описав гру як «орієнтовану на спел-картки», де гра заохочує бомбити протягом усього рівня, поки гравець не досягне босів, які можуть використовувати спел-картки. Отже, Mountain of Faith дозволяє гравцям відчувати ритмічний натиск спел-карток, що може бути причиною того, що Mountain of Faith не успадкувала режим «Практики» від Imperishable Night, оскільки він роздроблює спел-картки.
Популярність Touhou Project привела багатьох шанувальників з-за меж префектури Наґано до храму Суви, місця, звідки Mountain of Faith черпала своє натхнення. Молитовні таблички з манґа малюнками почали з'являтися в Сува Тайшя з липня 2008 року в результаті цих «паломництв» — термін, який отаку використовує для опису туризму до місць, пов'язаних з аніме та відеоіграми. Історичний музей Джінчьокан Морія (神長官守矢史料館) у Чіно, Наґано, повідомив, що кількість відвідувачів у 2008 році зрівнялася з 2007 роком, коли туристів також приваблювала Сува через тайґо драму «Фурін Кадзан». Деякі місцеві жителі сподівалися, що це стане новим способом приваблення туристів, як-от у випадку з містечком Вашімія, (Lucky Star).

## Додатки
1. ↑  Mountain of Faith was sold on the first day of Comiket 72.